# Иван Шишков (офицер)
Иван Цочев Шишков е български офицер от артилерията, о.з. генерал-майор. Участник в Сръбско-българската война 1885 г. и Балканските войни 1912/1913 г.

## Биография
Иван Цочев Шишков е роден на 12.07.1859 г. в гр. Сопот, където получава средното си образование. Един от братята му (Фратю Шишков) е загинал след Априлското въстание в Пловдивския затвор, където е бил измъчван. Баща му Цочо Шишков е убит при турските погроми през есента на 1877 г. при изтегленето на руските войски от Ловеч. Той има по-малък брат Георги и сестра Стана. През 1878 г. е приет в новоучреденото Военно училище, което завършва с висок успех през 1880 г. съгласно Атестат, издаден на 30.08.1880 г., на Военното училище в София, специалност артилерия и звание подпоручик. Със Заповед от същата дата на Н.В. Княз Александър е назначен в Артилерийското отделение в София.
През 1883 г. е произведен в чин поручик и назначен в ново сформирания Първи артилерийски полк. През март 1884 г. поручик Шишков е освободен в отпуск и командирован в Русия, където получава назначение като поручик във Втора гренадирска артилерийска бригада.
Съединението на Източна Румелия с Княжество България го заварва на учения в района на гр. Калуга. Заедно с много други български офицери, от различни места в Русия, той е призован да се завърне веднага в България във връзка с предстоящата мобилизация. Със завръщането си в София, поручик Шишков е натоварен да се включи в сформирането на мобилизационния състав на 4-та батарея на Първи артилерийски полк. В състава на тази батарея той участва във войната.
След Сръбско-българската война офицерът Иван Цочев Шишков в своето професионално развитие заема ред длъжности в артилерията на българската войска:
- През март 1886 г. е произведен капитан и назначен за командир на батарея във втори артилерийски полк, Шумен;
- През април 1887 г. е назначен началник на батарея в трети арт. полк-Пловдив;
- От октомври 1890 г. е произведен в чин майор и назначен батареен командир на Втори арт. полк;
- През януари 1894 г. е произведен в чин подполковник, а от януари 1896 г. назначен за началник на отделение в 3-ти арт. полк;
- Със заповед от 03.03.1899 г. по 3-ти артилерийски полк и Височайша заповед (ВЗ) от 25 януари 1899 по 2-ра пехотна Тракийска дивизионна област, подполковник Шишков е назначен за действителен член на Военния съд при 2-ра Тракийска дивизия.
- С ВЗ от 25 януари 1899 г. е назначен за командир на Втори арт. полк в Шумен, а; от 18 януари 1900 г. с ВЗ е произведен в чин полковник [1]
- С ВЗ от 07.05.1903 г. е назначен за началник на Първи артилерийски полк в Разград;
- От 05.04. 1912 г. с ВЗ, е уволнен в запаса и зачислен в резерва по запаса на Главно интендантство;
- Считано от 25.11.1912 г. с ВЗ полковник Шишков е назначен за началник на тиловото управление на 3-та армия.
- С ВЗ от 02.08.1913 г. Началникът на Тиловото управление при 3-та армия полковник Иван Шишков е произведен в чин генерал-майор и демобилизиран.

### Участие в Сръбско-българската война 1885 г.
Четвърта батарея, в която е назначен пор. Шишков, участва в Сръбско-българската война първоначално в състава на Трънския отряд с командир кап. Тошев, а по късно в състава на левия фланг на българската войска.
Батареен командир на 4-та батарея е капитан Стефан Златарски, а поручик Шишков е командир на една от двете полубатареи.
От 31 октомври, два дни преди обявяването на войната от Сърбия, батареята в пълен състав се събира в Трън. Първо сражение на батареята е на 3 ноември за овладяване на Голям и малък Руй до град Трън срещу части на Моравската дивизия, която заема позиция срещу Трънския отряд. Това първо сражение е успешно за българския отряд благодарение и на успешната стрелба на артилерията. По същото време при село Врабча сръбската Шумадийска дивизия е с превъзхождащи сили и там частите на трънския отряд са принуден да отстъпят към Брезник. Поради това и частите от Трънската позиция получават заповед за отстъпление.
След прегрупиране на частите на левия фланг на българските войски, на 11 ноември батареята преминава в състава на отряда, командван от капитан Христо Попов , който току-що е завърщил успешно операцията при Гургулят. Сръбските войски са в отстъпление и отрядът на капитан Попов на 12 ноември заема село Врабча. На следващия ден полубатареята на поручик Шишков е включена в авангарда на отряда и настъпва към Бански дол. След обстрел на сръбски позиции и преодоляване на тяхната съпротива, авангардът се отправя към Суковския мост на река Нишава, където се събира целият отряд на кап. Попов.
Оттук започва общото настъпление на българските войски към Пирот. Сръбските части отстъпват в безпорядък. Авангардът на отряда начело с кап. Попов заема своето място в лявата колона и настъпва в западна посока. Полубатареята на пор. Шишков отново е в авангарда на отряда. Следват успешни сражения за овладяване на Черни връх, Келташ и с. Забел. Когато отрядът се готви да продължи настъплението си към Ниш, се получава заповед за прекратяване на бойните действия поради опасност от намеса на Австроунгария във войната на страната на Сърбия.
През 1907 г., в изпълнение на заповед на Началника на Пета Дунавска дивизия, полковник Иван Шишков му предава своите възпоминания от Сръбско-българската война. Копие от възпоминанията се намира и в семейния архив.

### Участие в Балканските войни 1912/1913 г.
Подготовката на българската войска, за реализиране на националния идеал – освобождаване на всички българи, намиращи се извън пределите на България под турско владичество, започва повече от 10 години преди самата война през 1912 година. Освен обучението на голям брой млади офицери в поделения на руската армия и на висши военни академии, преди Сръбско Българската война, в следващите години много офицери се обучават в Австроунгария, Германия, Франция и Италия по различни специалности. Развива се и се модернизира структурата и въоръжението на родовете войска. Освен обучение на новите набори, ежегодно се свикват запасни набори за обучение и участие в летни и зимни лагери и маневри. Осъвременяват се военните устави и учебните помагала.
Организирането и провеждането на тези дейности се провежда от висшия команден състав в поделенията. В последните 12 години на своята строева служба полковник Шишков е командир на два от водещите артилерийски полкове (Първи и Втори), които воюват с нови командири на Източния фронт.
След обявяване на Балканската война със заповед, влязла в сила от 25.11.1912 г., полковник Шишков е назначен Началник на Тиловото управление на Трета армия.
След края на Междусъюзническата война съгласно Височайша заповед по действащата армия 125 от 02.08.1913 г. полковник Иван Шишков е демобилизиран и произведен в чин „генерал-майор“ от запаса.
През 1914 г. генерал-майор Шишков е избран в ръководството на софийското дружество на запасните офицери и като такъв участва в ред акции на интелектуалци, политици и висши военни през 1915 г. за неутралитет на България в Първата световна война . За тази му дейност е заплашван с интерниране от София след обявяване на мобилизацията в началото на септември 1915.
Генерал-майор Иван Шишков умира на 16 ноември 1946 г. в София.

## Военни звания
- Подпоручик (1 юни 1880)
- Поручик (30 август 1883)
- Капитан (24 юли 1886)
- Майор (1890)
- Подполковник (1894)
- Полковник (18 май 1900)
- Генерал-майор (2 август 1913)

## Награди
- Орден за заслуга – 1885 г.
- Орден „Св. Александър“ V степен – 1892 г.
- ХХ – (двадесет годишна служба) 1902 г.
- Военен орден „За заслуга“ IV ст. 1906 г.
- Кръст за Независимост -1910 г.
- Народен орден „За военна заслуга“ III ст. За участието му във войните 1912/1913 г.
- Орден „Св. Александър“ V ст. с мечове.